# Condado de Powell
O Condado de Powell é um dos 120 condados do estado americano de Kentucky. A sede do condado é Stanton, e sua maior cidade é Stanton. O condado possui uma área de 467 km² (dos quais 0 km² estão cobertos por água), uma população de 13 237 habitantes, e uma densidade populacional de 28 hab/km² (segundo o censo nacional de 2000). O condado foi fundado em 1852. O condado proíbe a venda de bebidas alcoólicas.